# Can Torrents (Santa Pau)
Can Torrents és una casa de Santa Pau (Garrotxa) inclosa a l'Inventari del Patrimoni Arquitectònic de Catalunya.

## Descripció
Can Torrents és una gran casa pairal situada en els límits se la Vall de Sant Miquel de la Cot i la Serra de Finestres. Disposa de planta baixa i dos pisos. Actualment està habitada per dues famílies de masovers. Originàriament la seva planta era rectangular i, amb el pas del temps, es construïren diferents cossos annexos. Va ser bastida amb pedra volcànica i carreus molt ben tallats per als angles i obertures. El seu origen cal remuntar-lo, potser, a les acaballes del món feudal; l'estructura actual pertany al segle xviii.
Destaquen les llindes. Té una llinda situada al costat esquerre de la casa, damunt d'una porta cegada. Tant pel tipus d'ornaments com la lletra de l'escriptura, gravada, pertanyen al segle xviii, encara que la data esculpida pugui aixecar alguns dubtes. "[…] AN VI [ ] NRASI/EN TI FR[±]ANCISCO/[...]ACIS[ ]NOVIEJ.1555". Sobre la porta principal una altra llinda porta la inscripció: "VA..V N S + T TORRENT / 1774". A la finestra n'hi ha una altra on diu "RAFEL TO.T +ME A 1736". La del balcó principal posa "SIENTACA / SAN BCA- // NCA NO FA + RAS TU FAS // FARMANSA / I 1774". Finalment, a la llinda de la finestra es pot llegir "17 75".